# Guerre franco-savoyarde
Guerre franco-savoyarde
Batailles
Guerre franco-savoyarde (1600-1601)
- Bourg-en-Bresse
- Montmélian
- Chambéry
- Conflans
- Charbonnières
- Maurienne et Tarentaise
- Comté de Nice
- Marquisat de Saluces

La guerre franco-savoyarde de 1600-1601 est un conflit qui oppose, en 1600, le duché de Savoie de Charles-Emmanuel et le royaume de France d'Henri IV et qui se termine en 1601 par le traité de Lyon favorable à la France.
Le traité de paix entre la France et l'Espagne, signé à Vervins en 1598, laissait en suspens le différend entre la France et la Savoie à propos de la possession du marquisat de Saluces. Le texte en confiait le règlement à l'arbitrage du pape Clément VIII qui éprouva des difficultés à rapprocher les points de vue et finalement renonça à trancher.

## Contexte géopolitique
Lorsqu'en 1548, la maison de Saluces, anciennement souveraine puis vassale de la France, s'éteignit par la mort de Gabriel de Saluces, dernier marquis, Henri II réunit le marquisat de Saluces à la couronne de France,.
Pour Charles-Emmanuel Ier de Savoie, la possession de ce territoire est presque indispensable pour avoir une communication entre le Piémont et le comté de Nice. Profitant des troubles intérieurs français, il s'empare, le 1er octobre 1588, du marquisat sous prétexte d'empêcher le chef des protestants en Dauphiné, Lesdiguières, de le prendre pour répandre ses doctrines en Italie.
En 1595, lorsque Henri IV vient à Lyon, il offre au duc de Savoie Charles-Emmanuel Ier le marquisat de Saluces à titre de fief français pour l'un de ses fils. Mais Charles-Emmanuel faisant valoir ses droits de suzeraineté que ces ancêtres avaient exercés pendant le XIVe siècle, réclame le pays comme sa propriété.

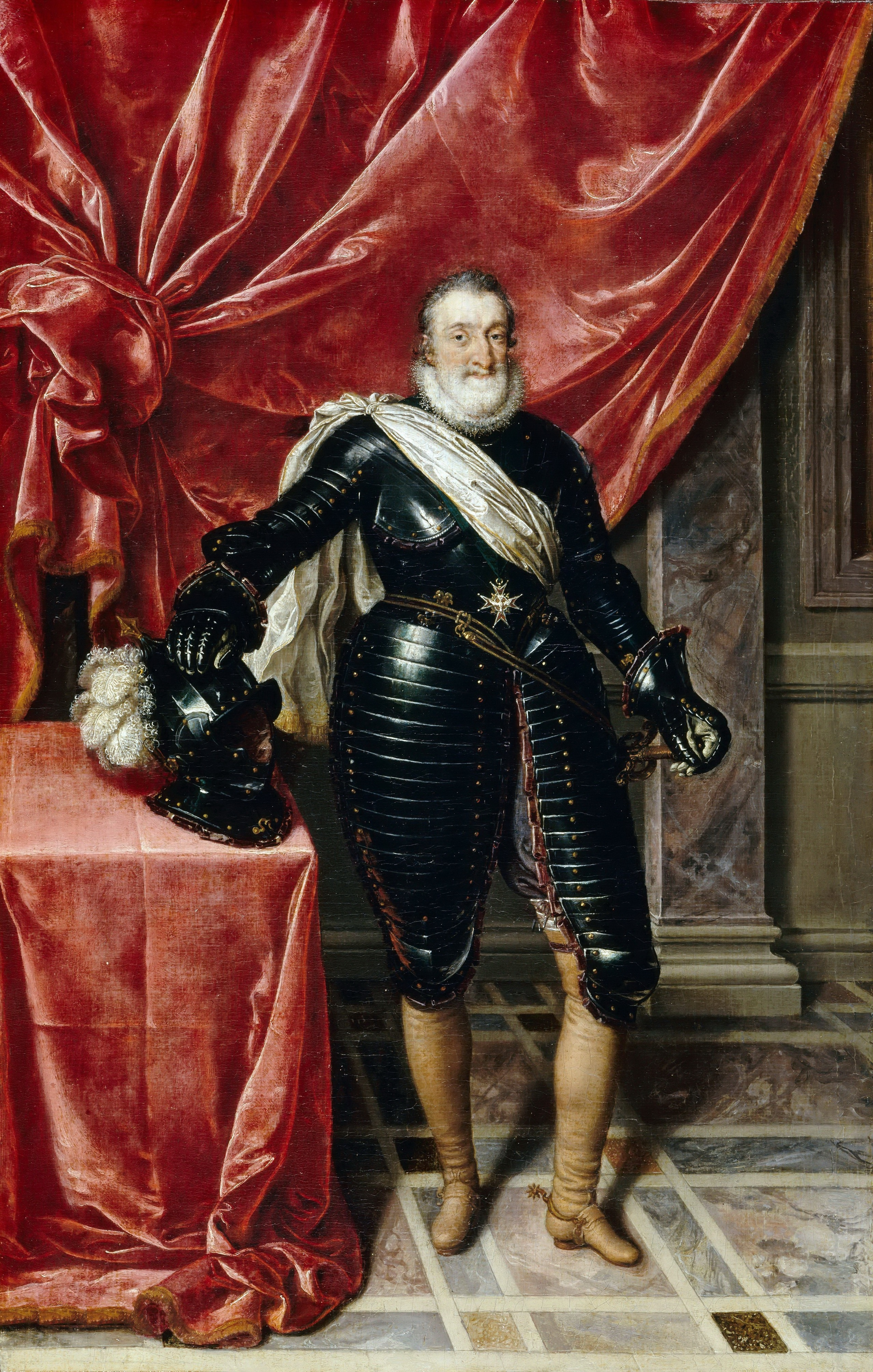
Le roi de France Henri IV.

Le 20 décembre 1599, le roi de France reçoit le duc de Savoie à Fontainebleau. Durant son séjour, Charles-Emmanuel complote ; il entre dans les bonnes grâces d'Henriette de Balzac d'Entragues, marquise de Verneuil, qui était la maîtresse du Roi depuis la mort de Gabrielle d'Estrée, en lui faisant de somptueux cadeaux. Il s'efforce également de gagner les faveurs des ducs d'Épernon, de Bouillon, de La Trémoille, le maréchal de Biron et le comte d'Auvergne, fils naturel de feu Charles IX, qui étaient mécontents du Roi.
Afin de régler le différend, Henri IV propose à Charles-Emmanuel soit de rendre purement et simplement le marquisat de Saluces, soit de le garder contre la cession de la Bresse, la principauté de Barcelonnette, la vallée de Sture, la vallée de la Pérouse et la ville de Pignerol.
Le duc de Savoie demande un délai de réflexion de 3 mois et, en mars 1600, repart très mécontent pour ses États. Il s'adresse à la cour d'Espagne par l'intermédiaire du gouverneur de Milan Pedro Enríquez de Acevedo, comte de Fuentes, pour l'assister dans ses projets.
Pendant ce gain de temps, le duc fait rassembler des milices et quelques troupes pour s'opposer à Lesdiguières qui pouvait attaquer par Exilles. Il envoie à Conflans le seigneur d'Albigny avec quelques cavaliers et quelques compagnies d'infanterie italiennes, ordonne au colonel Ponte, qui occupe la place, de se rendre à la forteresse de Pignerol avec 400 cavaliers. Il obtient également 1 500 Espagnols qui étaient en garnison à Milan. Le 5 août, le seigneur de Berny, par courrier, avertit Henri IV que le duc de Savoie ne veut pas exécuter le traité.
Le terme de 3 mois étant écoulé, Henri IV somme Charles-Emmanuel de se déclarer. Le prince répond qu'une guerre lui serait moins préjudiciable qu'une paix comme celle qu'on lui offrait. Immédiatement, Henri IV lui déclare la guerre, le 11 août 1600, afin de ne pas laisser le temps au comte de Fuentes de terminer ses préparatifs.

## Chronologie et déroulement de la guerre

### Début de la campagne
Afin de couper court aux intrigues, Henri IV se prépare à la guerre. Le 5 juillet 1600, il se rend à Lyon pour organiser l'armée des Alpes et se rapprocher du futur théâtre des opérations. À cet effet, Henri de Schomberg fournit 2 000 lansquenets allemands, une milice provinciale incorporée en grande partie dans les Gardes françaises.
Les régiments Picardie, Piémont, Champagne et Navarre sont reconstitués avec les restes des régiments supprimés en 1598. Les compagnies des Gardes sont portées à 300 hommes et les autres à 200. On fixe à 6 sous et 8 deniers la solde journalière du fantassin qui doit toutefois s'habiller et se nourrir par lui-même. La solde du cavalier, cheval compris est de 1 livre, 13 sols et 4 deniers. Chaque soldat reçoit 2 pains de 12 onces par jour et l'armement est fourni par les capitaines.
Les troupes françaises, qui comptaient d'abord 8 000 hommes, passent rapidement au double. Le grand maître de l'artillerie de France, Maximilien de Béthune, marquis de Rosny, ordonne aux lieutenants d'artillerie du Lyonnais et du Dauphiné, aux commissaires de la Bourgogne, de la Provence et du Languedoc de rassembler leurs meilleurs canons, ce qui fournit en très peu de temps une artillerie considérable et des munitions en abondance.
Le 11 août, la guerre est déclarée, le roi de France donne l'ordre aux maréchaux Biron et Lesdiguières de pénétrer dans le duché de Savoie.

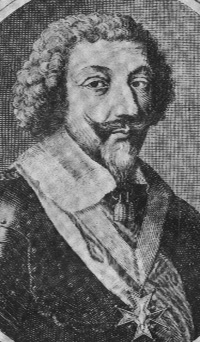
Henri de Schomberg
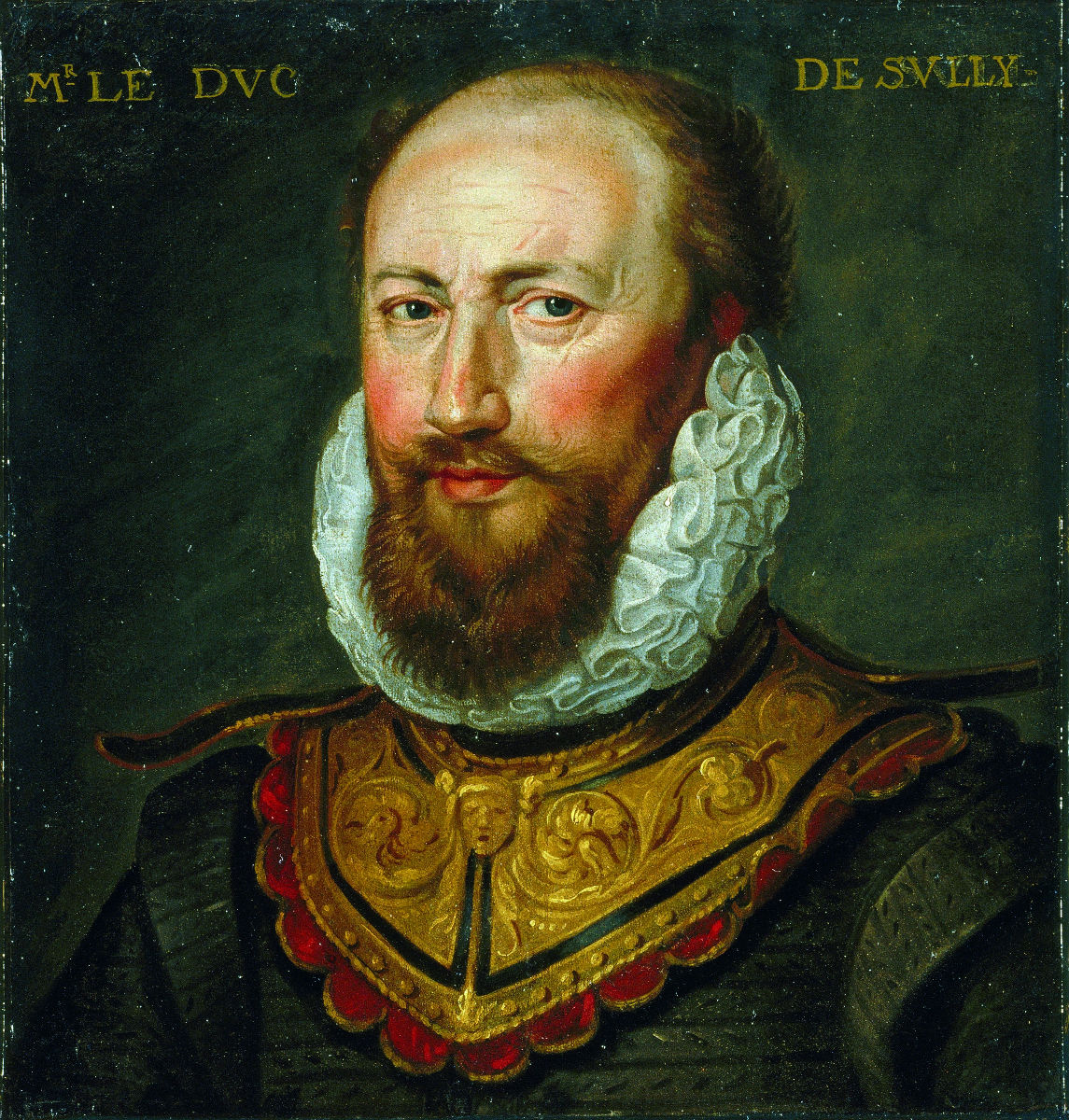
Maximilien de Béthune
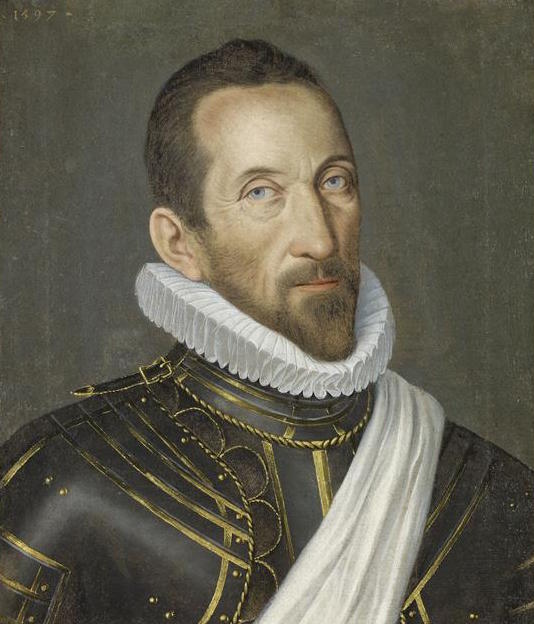
François de Bonne de Lesdiguières
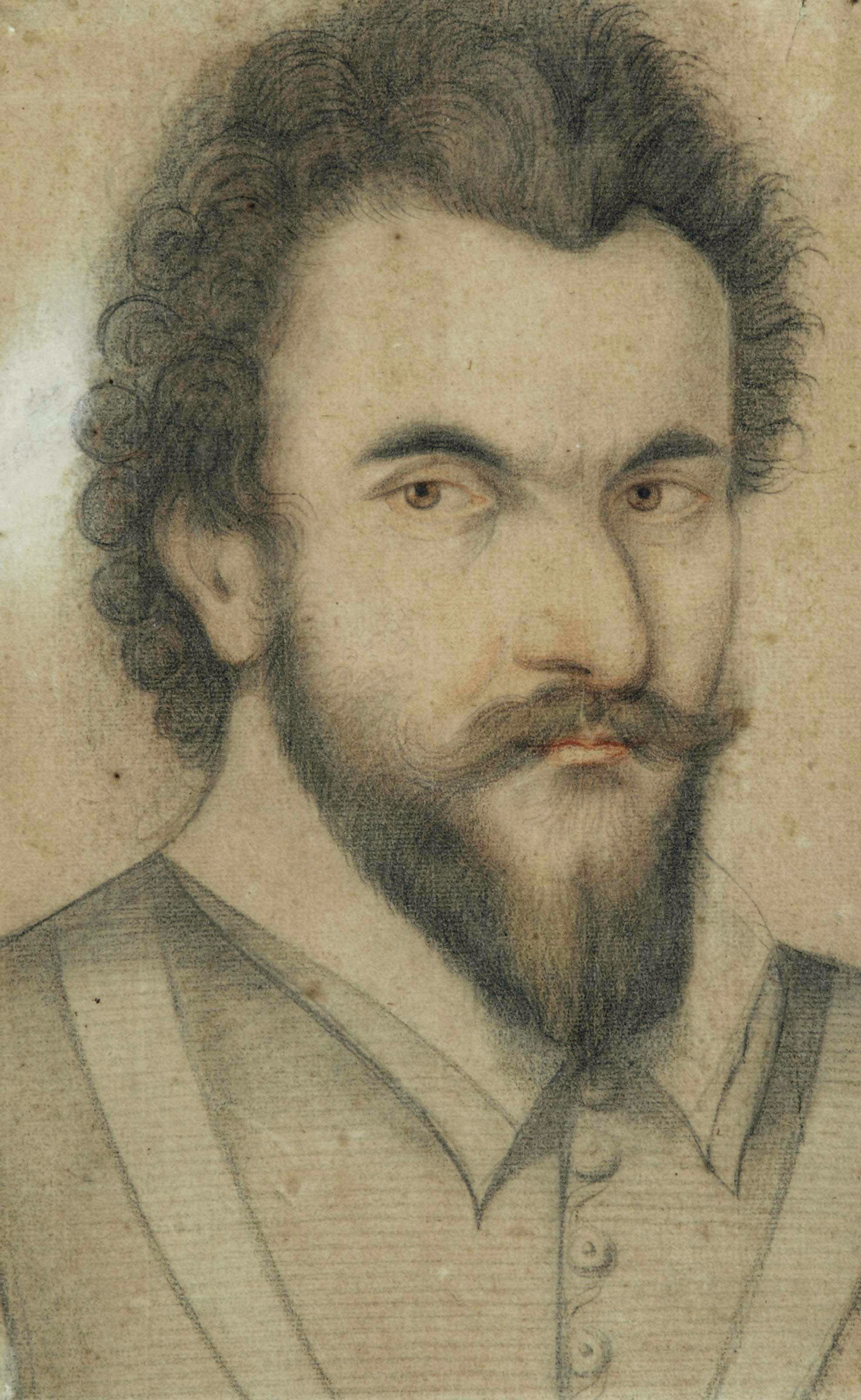
Charles de Gontaut-Biron

Le duc est sans inquiétude, car il compte sur la force de ses places et sur l'assistance de ses alliés pour vaincre le roi de France. Toutefois, les forteresses dont le duc de Savoie est si fier tombent l'une après l'autre :
- Le 13 août, Bourg-en-Bresse est prise par le maréchal Biron[4]. La citadelle résistant, Biron confie le blocus au lieutenant général en Bourgogne Edme de Malain baron de Lux, avec quelques troupes d'infanterie pour garder les batteries. Le maréchal va ensuite conquérir la Bresse, le Bugey et le comté de Gex. Il prend successivement Poncin, Pont d'Ain, Ambronay, Saint Denis-le-Chosson, Saint-Rambert, Belley, la chartreuse de Pierre-Châtel, les deux Seyssel, le fort l'Écluse et Gex[5]. Partant de Grenoble, le corps du maréchal Lesdiguières, passe en soirée l'Isère à Barraux et marche de nuit sur Montmélian.

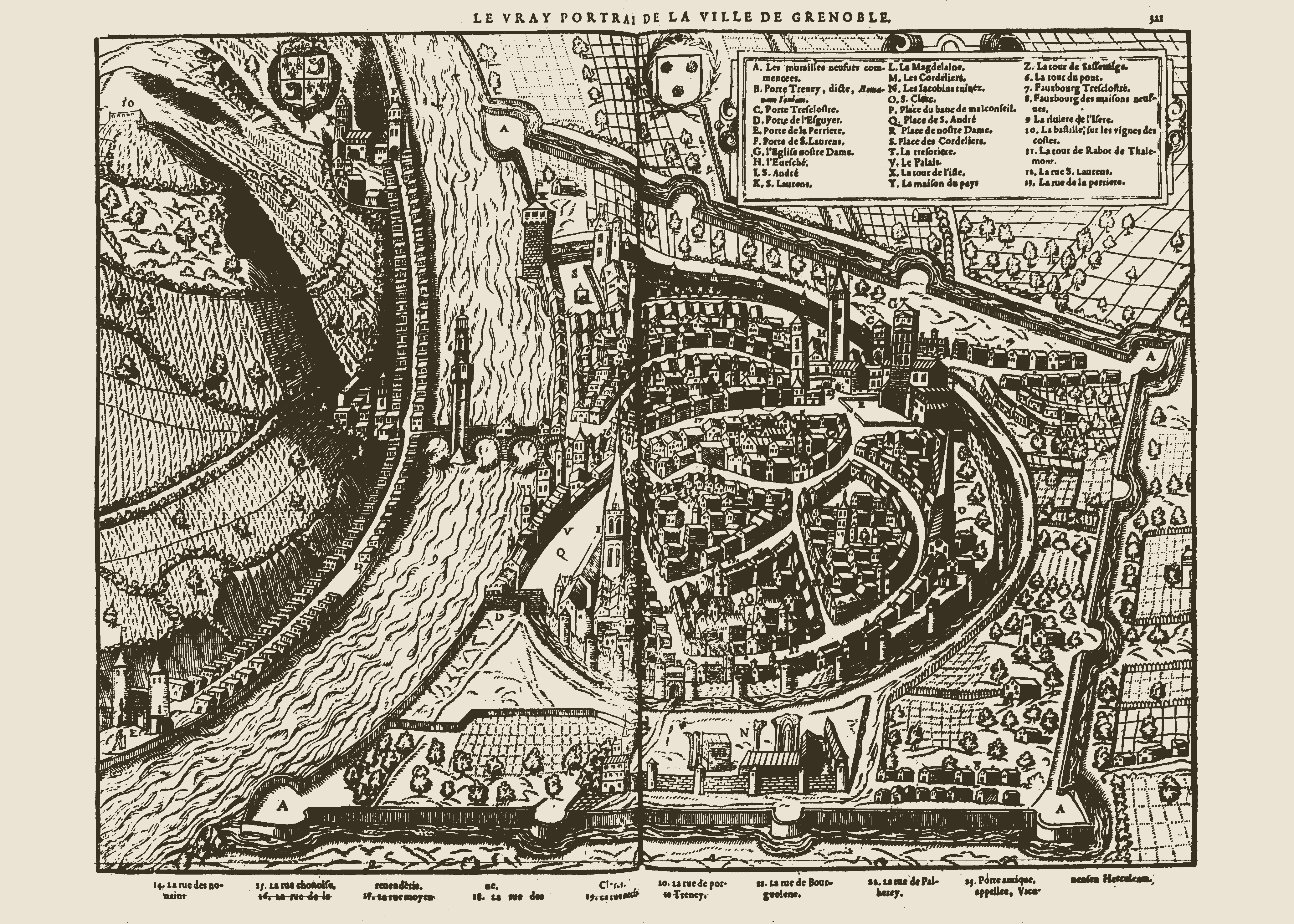
Grenoble, en 1575.

- Le 14 août, Henri IV établit son quartier général à Grenoble emmenant avec lui sa cavalerie, forte de 400 hommes, les Gardes françaises, trois compagnies suisses et 4 canons provenant du fort Barraux et rejoignant ainsi le corps du maréchal Lesdiguières, accompagné des arquebusiers de Créquy, des régiments de Nérestang et de Balagny, 3 compagnies des Gardes françaises, les carabins du Dauphiné et 2 canons, qui l'avait précédé.
- Le 16 août, la ville de Montmélian est prise par Charles II de Créquy[6],[7] en présence de son beau-père, le maréchal Lesdiguières, et du roi de France. Les auteurs contemporains donnent des dates différentes. L'historien Barbiche indique la date du 14[8] quant à Babelon, dans sa biographie du roi de France, donne le 17[9]. S'il est souvent indiqué que le siège de Montmélian dure 3 mois, la prise de la ville fut rapide ; c'est le siège de la citadelle qui dure 3 mois.

En date du 16 août 1600, dans la lettre d'Henri IV au marquis de Rosny, il indique « Je m'en vais coucher à Marche, qui est en Savoie, et dés ce soir voir le chasteau de Montmelian, où ceux qui sont dedans sont de pauvres gens. Il y peut avoir cent soldats assez mauvais, et trois ou quatre cens hommes, de pauvres gens ou femmes de la ville, qui s'y retirèrent lorsque les nostrés entrèrent dedans, et qui en voudroient bien sortir ; mais je ne le leur veux pas permettre ». La citadelle de Montmélian, également appelée château de Montmélian ou fort de Montmélian, et qui sera pris le 16 novembre, restera l'évènement le plus considérable de cette guerre. Une fois la ville prise, le commandement français, s'apercevant qu'il ne serait pas facile de prendre la citadelle qui résiste, divise ses forces en 2 corps et laissant quelques forces pour bloquer la citadelle.

### Siège de Chambéry et de sa citadelle

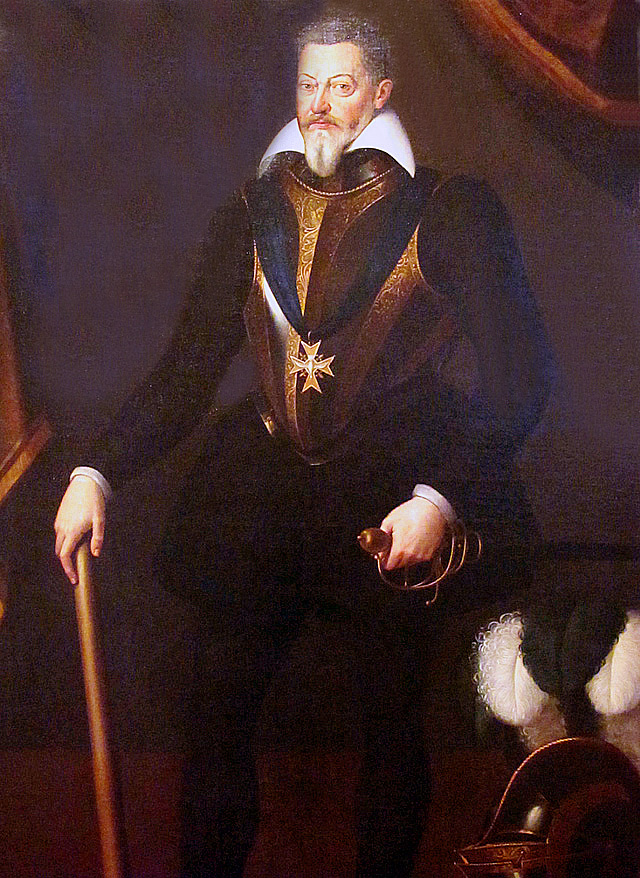
Louis Des Balbes de Berton de Crillon.

Le corps de Louis des Balbes de Berton de Crillon, composé des Gardes françaises, des Gardes suisses et du régiment du Bourg de Lespinasse  partent investir Chambéry. Sa première action est de se rendre maître du faubourg du Reclus et du faubourg de Montmélian. Mais durant la nuit, deux compagnies de Français se prenant réciproquement pour des groupes d'ennemis, s'entrebattent avec une telle fureur qu'ils jonchent le sol de morts et de blessés, ralentissant ainsi le délai d'investissement de la capitale savoyarde.
Le corps de Lesdiguières remonte la vallée de l'Isère avec trois régiments et deux canons, et marche sur Saint-Pierre-d'Albigny, Miolans en direction de Conflans où il pense rencontrer les troupes savoyardes commandées par Pierre de Seyssel, qui décampe apprenant qu'il allait être attaqué.
Le roi passe la nuit aux Marches. Le même jour, Berton de Crillon, mestre de camp du régiment des Gardes françaises se rend maître des faubourgs de Chambéry.
- Le 17 août, au matin, Henri IV est aux Marches, où il dort le soir même[12] et dans la journée, il est dans les faubourgs de Chambéry. La ville, dont les fortifications sont faibles et sa situation peu avantageuse, est défendue par une garnison de 400 hommes[6]. Le roi accorde 4 jours aux habitants pour se rendre.
- Le 20 août, le roi de France suivi de Berton de Crillon et de ses chevau-légers arrivent devant la ville de Chambéry.
- Le 21 août, la ville de Chambéry ouvre ses portes aux troupes du Roi de France. Le comte Chabod de Jacob, gouverneur de la Savoie, et les bourgeois se réfugient alors avec la garnison dans la citadelle. Le même jour, Belley et Rumilly sont prises, et Aix-les-Bains est abandonné par ses habitants[13].

### Siège de Conflans

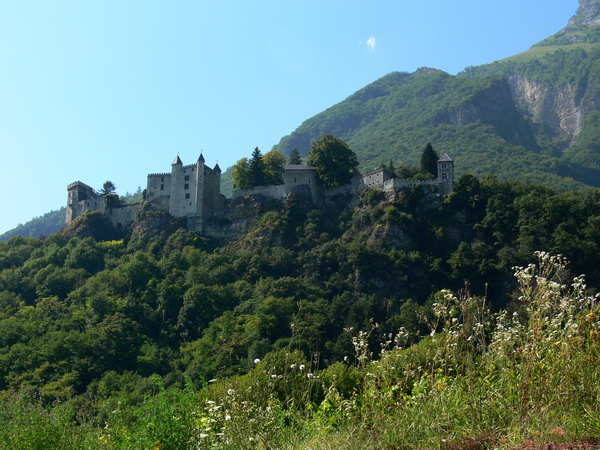
Le château de Miolans à Saint-Pierre-d'Albigny.

- Le 22 août, le corps d'armée de Lesdiguières part de Montmélian en direction de Saint-Pierre-d'Albigny et du château de Miolans[13] et met le feu aux faubourgs de Conflans. Les habitants se retirent dans la ville alors que le maréchal passe la nuit à Saint-Pierre-d'Albigny.
- Le 23 août, laissant une partie de ses troupes face à Conflans, Lesdiguières s'avance vers le château de Miolans qui est bâti sur un rocher très haut, escarpé de tous côtés et dont l'Isère passe au pied.
- Le 24 août, à la vue des troupes royales françaises, les défenseurs, commandés par Jacques de Cerisier, écuyer et seigneur d'Argis-en-Bugey[14], se rendent rapidement et promettent de sortir le 28 août à midi[13]. Lesdiguières retourne alors immédiatement à Conflans. Ce même jour, le roi fait amener devant la citadelle de Chambéry une batterie de 8 canons. Les défenseurs du château ayant pris peur devant cette démonstration de force capitulèrent, mais la citadelle ne fut remise au Roi de France que 8 jours plus tard. L'accord de reddition, prévoyait que « ſi dans ce terme de 8 jours, le Duc venoit au ſecours avec une armée, la capitulation n'auroit point de lieu ». Après avoir laissé à Chambéry une force suffisante pour le blocus et la garde des approvisionnements et du parc de munitions, Henri IV partit rejoindre Lesdiguières qui était arrivé à Conflans.
- Le 25 août, Lesdiguières, commence le siège du château de Conflans construit à la jonction de l'Arly et de l'Isère pour défendre l'entrée de la Tarentaise et qui était défendu par environ 1 000 [6] à 1 300 soldats[5]. Les Français font passer leurs batteries sur les bosses qui dominent la bourgade et battent la forteresse. Une brèche fut faite mais les assiégés prévinrent l'assaut. Ils négocièrent et consentirent leur reddition « à condition qu'on leur laiſſeroit vie & bagues ſauves, & furent eſcortés juſqu'en lieu de ſûreté ». Pendant ce temps, le roi Henri avait envoyé le duc de Sully visiter les citadelles de Sainte-Catherine, de Seyssel[15], de Pierre-Châtel, de Châtillon-sur-Cluses, de Bourg-en-Bresse et autres places de la Bresse afin de les capturer.
- Le 27 août, le fort de Conflans capitule. Les 1 030 soldats commandés par le baron Nicolas de Vateville[16], marquis de Versoy, rendent la place au roi dont l'armée était moins nombreuse.

### Siège de Charbonnières

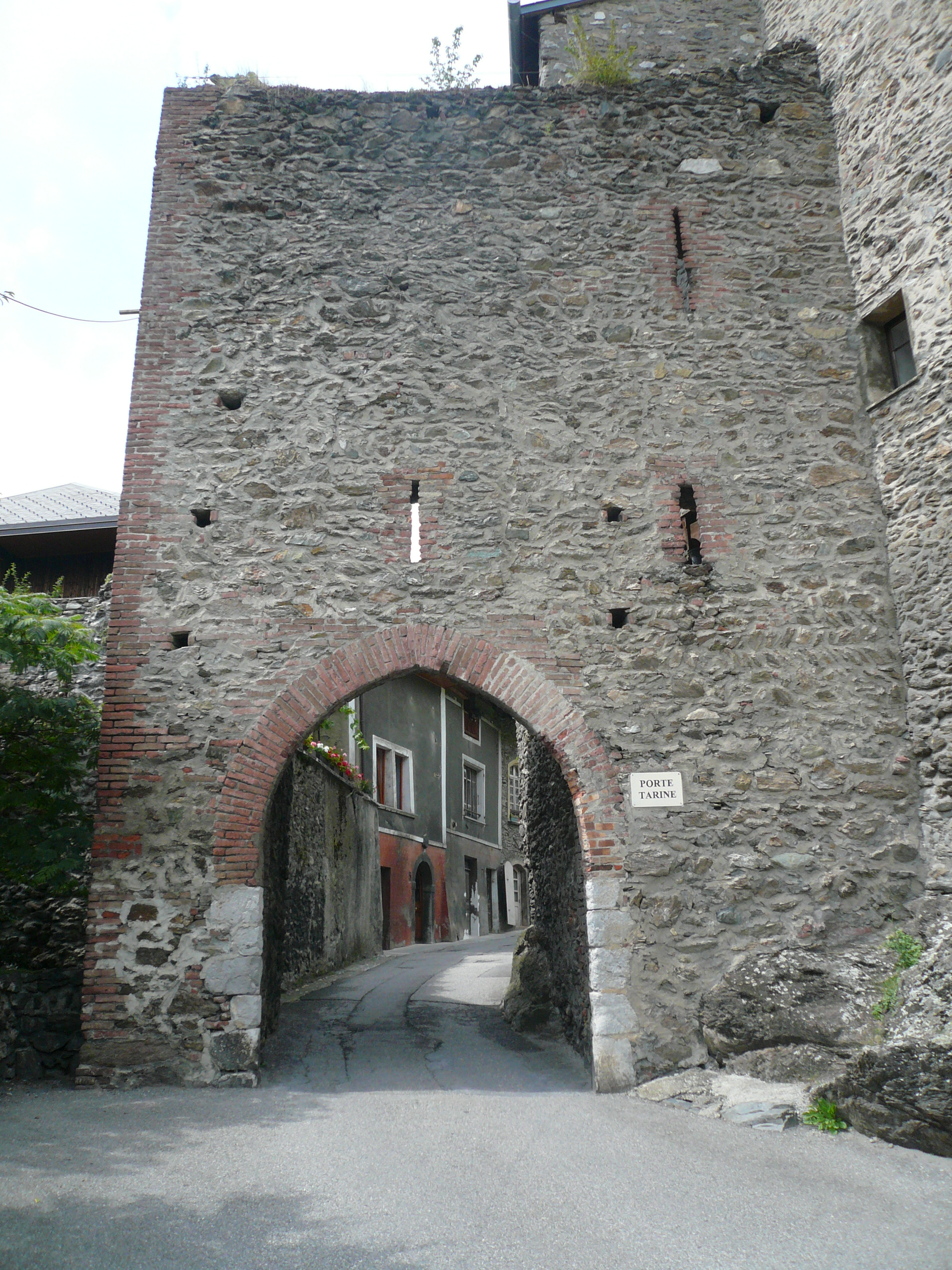
Conflans : la porte Tarine.

- Le 28 août, 600 soldats français sous les ordres de du Plessis occupent le château de Conflans. Il ne restait plus comme défense que la tour de Charbonnières, défense clé de la Maurienne défendue par quelques compagnies du régiment piémontais de Bindi sous les ordres du gouverneur Humbert de Saix, seigneur d'Arnens[5],[17]. Le fort était situé à l'entrée des gorges étroites qui s'étendent au pied du Mont-Cenis après la ville de Modane. « Ce château eſt bâti sur l'Iſère, au sommet d'un rocher inacceſſible de toutes parts excepté par un ſentier étroit qui conduit à la Porterie ». Le roi dîne au château de Miolans, puis se dirige sur Charbonnières pour y faire le siège et couche à Chamoux.
- Le 29 août, pendant que l'armée française retourne à Saint-Pierre-d'Albigny Créquy et Abel de Bérenger de Morges[18] sont détachés avec leurs troupes pour investir le fort de Charbonnières. Leur rapidité d'action faillit surprendre la garnison du fort qui songeait à brûler le poste, de peur que les troupes françaises n'y logent. Le marquis de Rosny fit mettre en batterie 10 gros canons et 2 plus petits, sur les sommets dominant le château, qui tirèrent 637 coups avant que la garnison, sans espérance d'être secourue, demandât à capituler « en lui accordant vies & bagues ſauves ; du reste on convint qu'elle ſotiroit de la place, mêches éteintes & ſans drapeaux. »[6]
- Le 31 août, au terme de l'acte de reddition, le roi prend possession de la totalité de la place de Chambéry. Il permet à tous les officiers du Duc de Savoie qui ne voulaient pas rester dans la ville de se retirer. Le comte Chabod de Jacob avec 300 soldats « enseignes déployées, tambour battant, vies et bagues sauves » quittent le château, et reçoivent la permission du Roi de passer en Tarentaise.
- Le 1er septembre, Lesdiguières loge à Bettonet[13].
- Le 2 septembre, le roi Henri IV loge à Chamoux et toute l'armée passe l'Isère sur des bateaux.
- Le 10 septembre, la capitulation du château de Charbonnières est signée, mais « ce qu'il y avait de plus brave parmi les aſſiégés, ayant refuſé de l'accepter, comme n'étant pas aſſez honorable, on recommença à battre la place, qui ſe rendit auſſi-tôt après. »[6]

Après cette victoire, Henri IV détache une partie de son armée, avec 4 canons, sous les ordres du maréchal Lesdiguières, qui connaissait parfaitement le pays et qui s'était déjà couvert de gloire lors de ses succès contre le même Charles-Emmanuel Ier de Savoie. Le corps d'armée était composé d'un millier d'arquebusiers du Dauphiné habitués aux combats en montagne, aux attaques de nuit et aux coups de main inconcevables.
- Le 11 septembre, Henri IV quitte le château de Charbonnières, se dirige sur Grenoble et dort à La Rochette.

### Campagnes de Maurienne et de Tarentaise

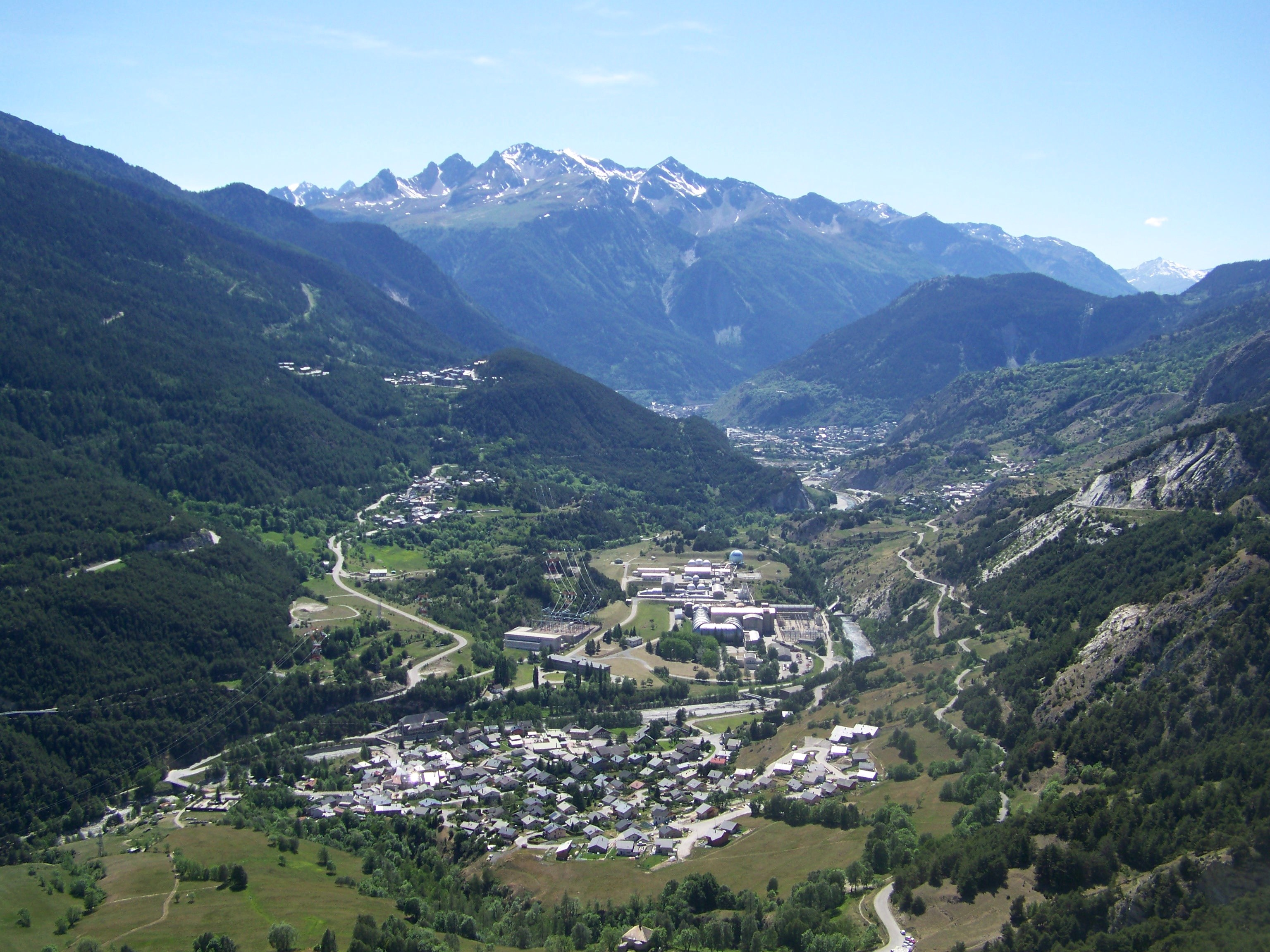
Vue de la vallée de la Maurienne.

- Le 12 septembre, le Roi dine à Grenoble et passe la nuit à Saint-André-la-Côte, près de Lyon.
- Le 13 septembre Lesdiguières loge à La Chambre. Pendant ce temps le Roi vaque à ses affaires à Lyon et couche à Grenoble où il reste 8 jours.
- Le 14 septembre, Lesdiguières arrive devant Saint-Jean-de-Maurienne.
- Le 15 septembre, les Français pointent les canons sur le château de Saint-Jean de Maurienne et somment les défenseurs qui quittent la place sans discussion.
- Le 16 septembre, Lesdiguières établit le vicomte de Pasquiers pour commander le fort de Saint-Jean-de Maurienne.
- Le 17 septembre, Lesdiguières envoie une troupe investir le château de Saint-Michel-de-Maurienne.
- Le 18 septembre, à l'arrivée de Lesdiguières, le gouverneur quitte la place sans capitulation, et les Français laissent une garnison. La vallée de la Maurienne étant ainsi totalement conquise, l'armée française retourne sur ses pas.
- Le 19 septembre, au soir elle est à La Chambre.
- Le 20 septembre, elle est à Conflans et se prépare à entrer en Tarentaise, où ils trouvent sur leur chemin le capitaine italien Rosso qui couvre la retraite du comte d'Alligny.
- Le 21 septembre, Rosso défend le col d'Aigueblanche et Lesdiguières attaque les barricades de Briançon situées en bas du fort de Briançon qui ferment le passage. Les Italiens logés sur le roc au-dessus ne lui permettant pas de passer, le maréchal passe alors la nuit à Aiguebelle situé à 1/2 lieue. Il y retrouve de Créquy qui était arrivé de Maurienne en passant par la montagne de La Chambre.
- Le 22 septembre, le régiment de Créquy finit par prendre les barricades des Piémontais. L'armée française, forte de 3 500 hommes, arrive devant la capitale de la Tarentaise, Moûtiers, qui n'est évacuée par Rosso qu'après trois assauts. Les Français entrent dans la ville et s'y barricadent. Lesdiguières fait alors investir le fort de Briançon et demande des canons. Poussés par les Français, les Piémontais reculent ensuite sur la route du col du Petit-Saint-Bernard combattant pied à pied à Villette, Aime, Bellentre et Séez avant d'être rejetés au-delà du col du Petit-Saint-Bernard. À cette époque, plus au Nord, à 2 lieues de Genève, il existait près de Viry le fort Sainte-Catherine, construit par le duc de Savoie, qui faisait peser une menace constante sur la cité indépendante. « Le fort est situé sur un tertre au milieu d'une rase campagne dont il parait être le centre »[19]. Le roi avait envoyé Sancy et le comte de Soissons pour prendre cette place forte. Le fort est investi par le régiment du Bourg de Lespinasse. Le roi quitte Grenoble pour Chambéry.
- Le 30 septembre, Henri IV quitte Chambéry avec Henri Ier de Savoie-Nemours et environ 10 000 hommes, prenant la direction d'Aix-les-Bains.

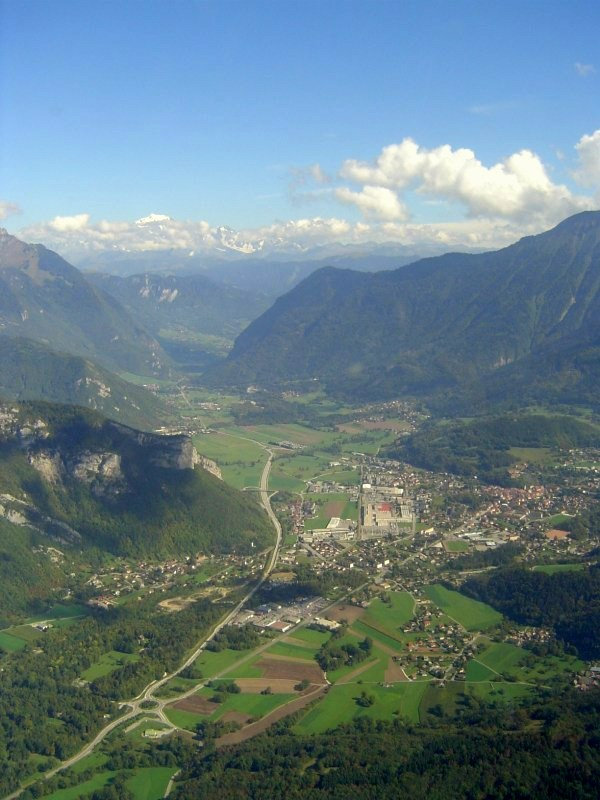
Faverges (au fond le mont Blanc).

- Le 3 octobre, il est à Aix puis se dirige sur Annecy[20].
- Le 4 octobre, à Florence, le cardinal Pierre Aldobrandini donne la bénédiction nuptiale à Marie de Médicis, future reine de France.
- Le 5 octobre, le roi de France fait une entrée triomphale à Annecy accompagné de la Cornette Blanche, du régiment de Nérestang et passe la nuit au château[21]. Il reste dans la ville 3 jours durant lesquels il reçoit le maréchal de Biron, la noblesse genevoise, leur promettant de prendre le fort Sainte-Catherine afin de les préserver de toute agression savoyarde et envoie François de Bassompierre rendre visite à Théodore de Bèze.
- Le 6 octobre, en Tarentaise, deux canons arrivent qui sont immédiatement mis en batterie devant le fort de Briançon.
- Le 7 octobre, les défenseurs de Briançon sont copieusement bombardés et attaqués. Ils se réfugient alors dans une tour à un coin du rocher. Les Français escaladent la place, capturent le gouverneur qui était blessé, et se dirigent droit sur la tour. Les défenseurs se rendent. Les 2 canons sont envoyés pour réduire le château Saint-Jacques dit aussi Saint-Jaquemoz/Saint-Jacome, qui commande l'étroit du Siaix et l'accès à la Haute-Tarentaise. Les Français ne peuvent approcher du fort de Saint-Jaquemoz que par un chemin très étroit. Les deux pièces d'artillerie renversent les retranchements des Savoyards. Une mêlée sanglante s'ensuit et dure jusqu'à ce que la grave blessure de leur commandant, monsieur Lod, les pousse à la déroute.
- Le 8 octobre, le Roi, après des relations diplomatiques avec les Genevois, quitte Annecy.
- Le 9 octobre, il est à Faverges et passe la nuit au château[22]. « Le village fut brulé en partie par l'inadvertance de la cuisine de bouche où le feu se prit »[23].
- Le 10, Henri arrive à Beaufort[24] et passe la nuit au château de La Sallaz.
- Le 11 octobre, le Roi fait une reconnaissance du Cormet d'Arêches[25], l'un des passages par lesquels Charles-Emmanuel Ier de Savoie et son armée pouvaient entrer en Savoie pour porter secours à Montmélian, enlève un poste avancé piémontais puis retourne à Beaufort y passer la nuit. Dans la nuit, en Tarentaise, après être passés à portée des arquebuses, les 2 canons sont mis en batterie devant Saint-Jacome[13].
- Le 12 octobre, avec 8 000 hommes, il quitte le château et arrive le soir à Saint-Pierre-d'Albigny[26]. En Tarentaise, dès le matin, les canons commencent à tirer, détruisant une partie du château Saint-Jacques. À 15 heures, les 300 défenseurs de château de Saint-Jacques se rendent[13].

### Expéditions dans le comté de Nice

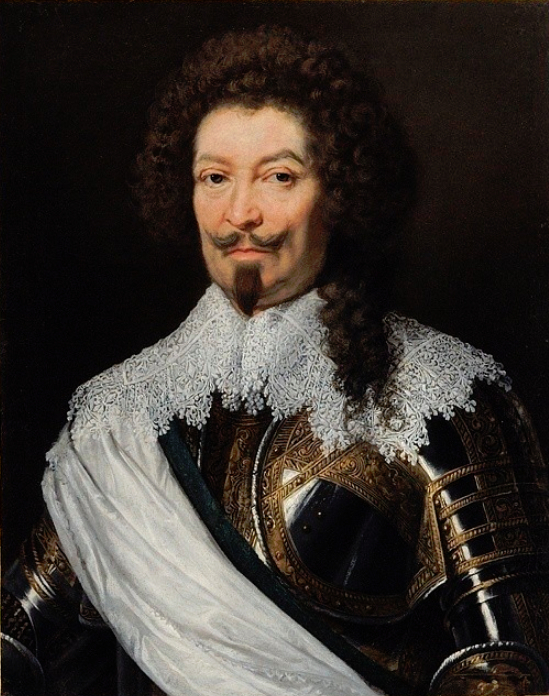
Charles Ier de Guise.

La guerre se joue également sur des fronts secondaires, en particulier dans le comté de Nice que les Français menacent depuis le commencement des hostilités. Charles, le duc de Guise, a rassemblé un corps de troupes auxquels les Savoyards ne peuvent opposer que de faibles détachements.
Après plusieurs semaines d'observation le long du Var, sans rien entreprendre, Annibal Grimaldi, comte de Beuil, reçoit de la part du Charles Ier de Guise, gouverneur de Provence, une proposition de trêve entre les provinces, qui est signée le 22 septembre.
Le 25 septembre, trois jours après la convention, un aide de camp du duc de Guise prévient Annibal Grimaldi qu'un ordre exprès ordonne aux troupes françaises d'attaquer. Immédiatement, le gouverneur niçois fait appel aux gentilshommes et à la milice royale de la province qui viennent immédiatement renforcer la garnison.
Le 28 septembre, les troupes françaises campent sous les murs de Nice. Les défenseurs se trouvent assez forts pour effectuer une sortie. Les Français se replient jusqu'au Var, dont un violent orage venait d'emporter les ponts. Ils traversent donc la rivière à gué ; attaqués par les Niçois, ils subissent quelques pertes.
Le 1er octobre, à la nuit tombée, un détachement de 600 Français arrive aux portes de Nice, qu'ils espéraient surprendre. Mais les gardes piémontais tuent les pétardiers et font une sortie. Le duc de Guise, qui était à la tête des troupes, se retire à la hâte et rentre en Provence.

### Siège de Montmélian
Le 13 octobre, le roi est à Montmélian où il entre en pourparler avec les défenseurs, sans succès. Le soir, il est à Chambéry. Lesdiguières retourne à Montmélian rejoindre le Roi. Au soir, le roi réunit toutes ses forces contre le château de Montmélian.
Pendant que le Roi est occupé par ce siège, certains bruits de complots contre l’État se répandent ; ces soupçons sont principalement étayés par l'attitude trop tranquille du duc de Savoie face aux dangers auxquels il se trouvait exposé, comme s'il n'avait rien à craindre, restant calmement à Turin sans envoyer aucun secours, alors que le Roi de France lui avait pris presque toutes les places de la Savoie. Rapidement, les germes de la conspiration éclosent dont celui de Charles de Gontaut-Biron est le plus funeste.
Le 25 octobre, le légat du Pape cherchant un moyen de conclure la paix, engage le duc à consentir un accord. Le duc de Savoie promet par écrit de donner en échange du marquisat de Saluces, la Bresse, le bailliage de Gex et la vallée de Barcelonnette avec une somme d'argent.

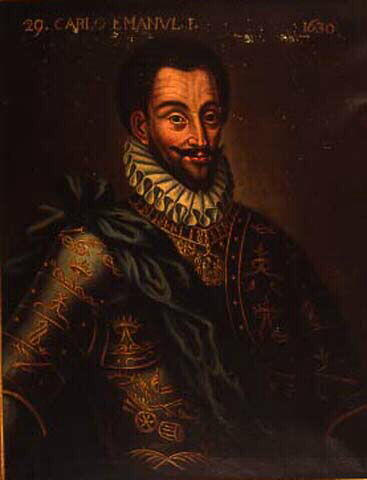
Charles-Emmanuel Ier de Savoie.

Le 7 novembre, Charles-Emmanuel Ier de Savoie quitte le val d'Aoste avec 22 500 combattants piémontais, espagnols, suisses et savoyards, pour franchir le col du Petit-Saint-Bernard puis redescendre dans la vallée de la Tarentaise. Toutefois 4 000 soldats espagnols prêtés au duc par le comte de Fuentès refusent de dépasser le Saint-Bernard. Les passages du col du Petit-Saint-Bernard au pas de Seltz étant gardés par des éléments des régiments de Navarre et de Chambaud, la menace d'attaque des troupes savoyardes, n'effraya pas les Français. Le duc de Sully reçoit l'autorisation du Roi de France d'aller assiéger la forteresse de Montmélian et le corps d'infanterie de Lesdiguière reprend la route de la Tarentaise.
- Le 9 novembre, Lesdiguières couche à Conflans.
- Le 10 novembre, il est à Aigueblanche. Le matin, l'avant-garde savoyarde, conduite par le seigneur d'Albigny, passe le col du Petit-Saint-Bernard.
- Le 11 novembre, la totalité de l'armée du duc de Savoie est passée ; la bataille est imminente. Le duc établit son quartier général à Villette, faisant face aux avant-postes français installés sur le pas de Séez. Lesdiguières est avec son armée à Moûtiers.
- Le 12 novembre, le Roi accourt de Chambéry en voulant engager une escarmouche dès le lendemain. Les Français lancent des reconnaissances sur Montgiraud[32], Villette et Aime pour s'approcher du col du Petit-Saint-Bernard et occupent les montagnes de Cormet et de Notre-Dame de la Gorge par laquelle les Piémontais auraient pu descendre en Faucigny. Dans le même temps, les troupes savoyardes se portent sur Aime. Jacques, comte de Brandis, gouverneur de la forteresse de Montmélian rencontre le roi, la capitulation est désormais effective[33].
- Le 13 novembre, la neige fait son apparition et le temps est si mauvais que les troupes ne peuvent bouger. Les deux parties se rencontrent toutefois au détroit du Ciel[34]. Les Français tentent de tomber sur le flanc des Piémontais à la faveur d'un défilé non gardé ; ces derniers auraient été probablement surpris si la quantité de neige qui tombait n'avait pas arrêté la colonne dans sa marche. Toutefois le soir, le temps s'étant calmé les Piémontais occupent Montgiraud[32], Villette et Aime pour venir assiéger le fort de Saint-Jacome.
- Le 14 novembre, Lesdiguières envoie 2 000 arquebusiers dauphinois, commandés par le capitaine Jacques de Chambaud[35],[31] pour occuper et fortifier Montgiraud[32], et s'opposer à l'avance des Italiens. Ils engagent immédiatement des combats de reconnaissance en particulier à Villette, qu'ils attaquent de front et de flanc, par des précipices à pic, sans pouvoir déloger les défenseurs piémontais. Quelques compagnies du régiment de Créquy prennent le pas de Cel.
- Le 16 novembre, la reddition de la forteresse de Montmélian est effective. Le Roi ordonne aussitôt à Créquy de s'y établir avec sa compagnie et la renforce en la pourvoyant abondamment. Le duc de Sully veut persuader le Roi de démanteler la place, mais un grand nombre de courtisans, qui pouvaient, selon Sully, être aux gages du duc de Savoie la sauvent.
- Du 15 novembre au 18 décembre, les 2 armées se font face ; cela donne lieu à 3 ou 4 attaques française localisées. Les conditions climatiques ne permettent pas autre chose que quelques escarmouches sur les postes avancés.

### Expédition dans le marquisat de Saluces

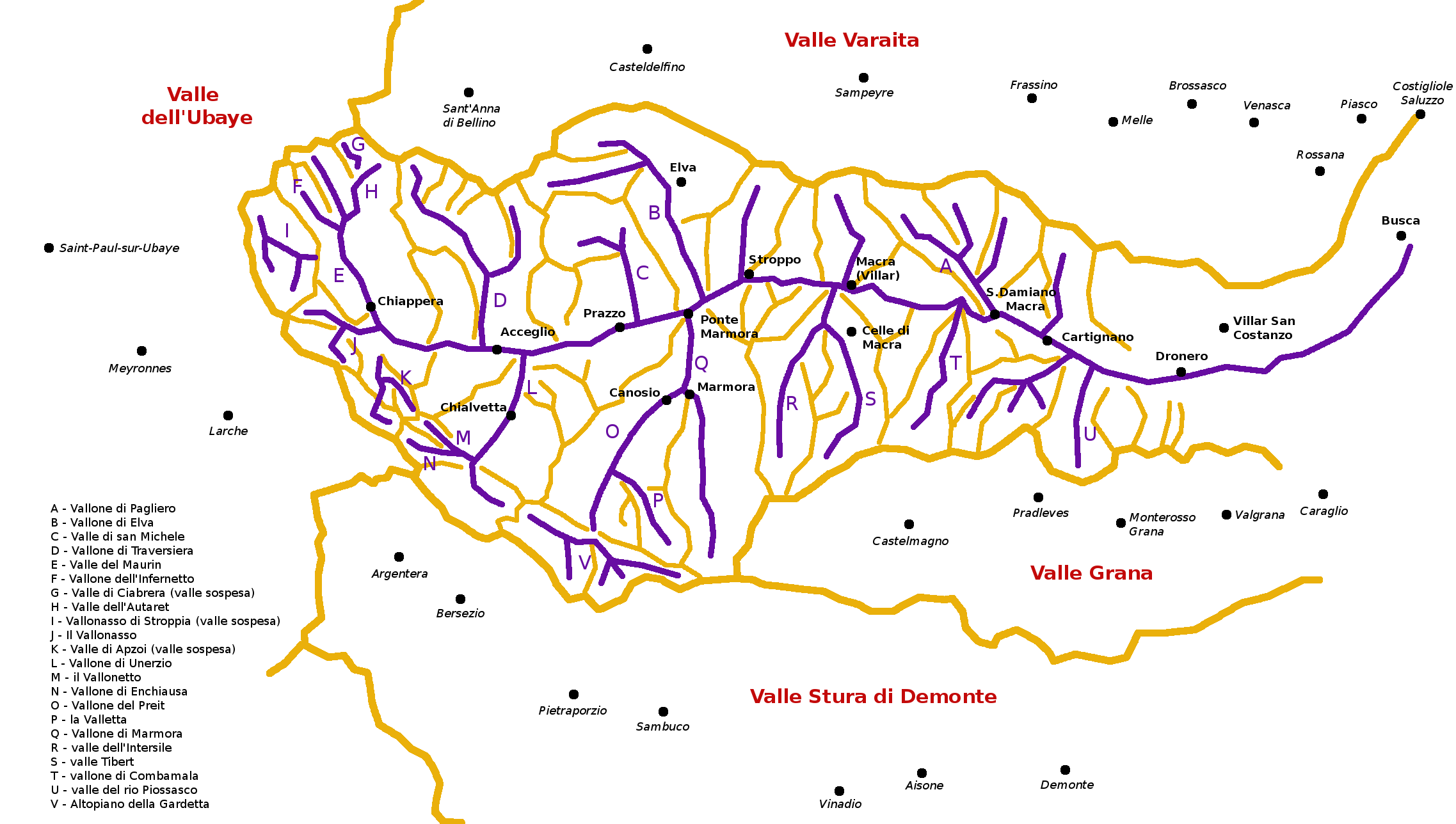
Schéma géomorphologique de la vallée de Maïra : les lignes de crêtes sont en orange, les fonds de vallée en violet, les centres habités en noir.

Au début du mois de novembre, l'armée piémontaise menace de déboucher en Tarentaise. Charles-Emmanuel de Savoie a réuni une armée composée de 6 000 Piémontais ou Savoyards, 6 000 d'autres états Italiens, 4 000 Espagnols, 600 Suisses et 50 compagnies de cavalerie formant un corps de 800 maîtres et 4 500 arquebusiers à cheval.
Le roi décide de porter la guerre dans le marquisat de Saluces, afin de créer une diversion. Sous le commandement de monsieur d'Auriac 1 500 hommes d'infanterie et 200 cavaliers entrent dans la vallée de Maïra et attaquent le fort de d'Acceglio. Le feu de la place retarde les troupes françaises qui finissent par pénétrer dans la place en enfonçant la porte avec un pétard ; après un combat à l'intérieur, les défenseurs se rendent. D'Auriac s'avance alors à Saint-Damian, puis Cartignan et Dronero. L'alarme est sonnée en Piémont, indiquant qu'une armée française importante attaque.
Le marquis d'Este rassemble une partie de la milice royale à Savillan, où il appelle 800 Espagnols de la garnison de Carmagnole et 200 chevaux-légers à la tête desquels il se porte à Busque.
Le 27 novembre, il avance sur Dronero ; le 28, il entre dans la vallée de Maïra et chasse les Français de Cartignan, puis marche sur Saint-Damian.
Les Français se retirent alors aux Portes. Le général piémontais fait immédiatement marcher un détachement de 150 hommes par les montagnes qui séparent la vallée de Maïra de celle de Grana et un autre, également de 150 hommes, sur les hauteurs qui plongent sur le village de Lod. Ce dernier corps se trouve en premier en présence des Français. Un combat long et incertain se déclenche. Après s'être saisis d'une chapelle, les Savoyards contraignent les Français à la retraite. L'autre détachement rencontre des ravins impossibles à franchir et n'arrive aux postes indiqués qu'après de longs détours ; il ne rencontre qu'une faible résistance.
Les hauteurs étant désormais occupées, le marquis d'Este s'approche des Portes par le fond de la vallée et donne le signal d'attaque. Après un combat opiniâtre, les troupes françaises se replient durant la nuit sur Lod et Strop. Pendant cette journée, les Piémontais avaient été renforcés par la milice royale de la province d'Asti ; la milice du Canavais, arrivée la veille à Dronero s'était portée à Saint-Peyre, dans la vallée de Varaita, comptant gagner les arrières françaises en passant par le col d'Elva. D'Auriac, averti de ce mouvement, se retire à Acceglio en laissant quelques troupes aux granges de Naufie et de Strop avec l'ordre de s'y retrancher.
Manquant de vivres, le général français rappelle ses postes avancés et repasse les Alpes.

### Fin de la guerre

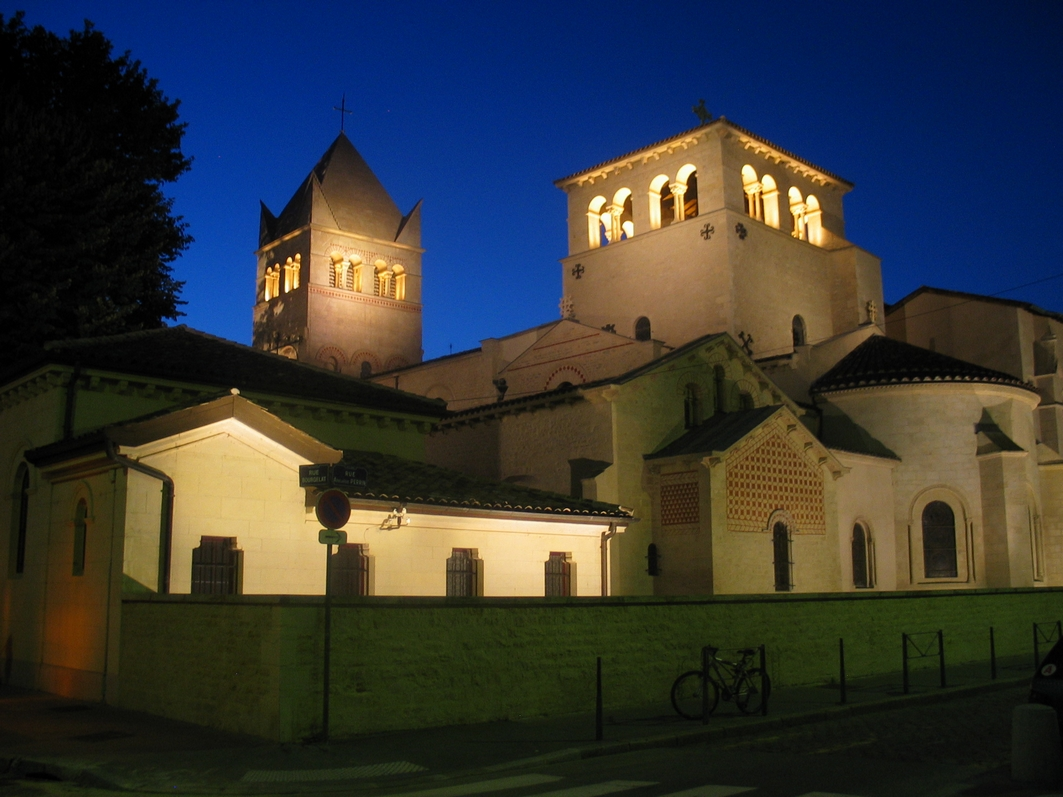
L'abbaye d'Ainay.

- Le 9 décembre, le roi arrive à Lyon.
- Le 10 décembre, Henri IV fait ses vêpres à l'abbaye d'Ainay[13].
- Le 16 décembre, le fort Sainte-Catherine est pris. Les bourgeois de Genève sollicitent du Roi de France sa démolition : sa proximité incommodait énormément leur ville et les tenaient en une inquiétude continuelle. Pour leur faire plaisir, Henri IV en ordonne la démolition, ce qui fut fait.
- Le 17 décembre, dans la primatiale Saint-Jean de Lyon, le légat donne la bénédiction à Henri IV et à Marie de Médicis et confirme leur mariage.
- Le 18 décembre, par manque de vivres, les Piémontais se retirent après avoir perdu, lors d'attaques sporadiques, plus de 200 hommes et 2 positions avancées. Après le départ des troupes italiennes, les troupes françaises resdescendent dans la vallée. La saison ne se prêtant pas aux combats en montagne, les armées partent prendre leurs quartiers vers Montmélian et Sainte-Catherine ; ce même jour, le Roi quitte Lyon pour Paris. De Lyon il embarque sur la Loire à Roanne, qu'il descendra jusque Briare. Il prend ensuite la route, couche au château de Fontainebleau, dine à Villeneuve, passe le bac des Tuileries à Paris, couche chez le baron Monglas au prieuré de Saint-Nicolas du Louvre[13].
- Le 17 janvier 1601, le traité de Lyon met fin à la guerre.

## Célébration

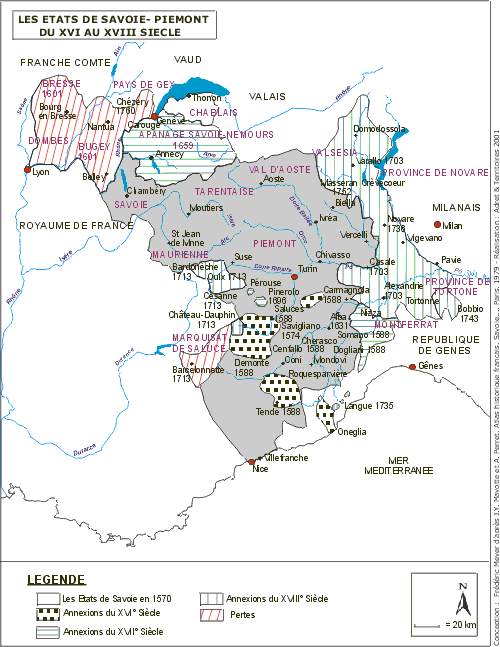
Le territoire de la Savoie et du Piémont gouverné par la Maison de Savoie, du, d'abord comme duché de Savoie, puis comme royaume de Sardaigne.

Le roi Henri IV, afin de commémorer cette victoire sur le duc, fait frapper une médaille représentant la Savoie sous la forme d'un centaure abattu aux pieds de Hercule, tenant entre ses mains une massue et une couronne, sur laquelle est gravé « opportunius » (traduction littérale en français : « Encore plus opportun »). Une légende « vengeresse » pour Babelon. Elle répondait en effet à une médaille frappée par le duc de Savoie narguant le roi de France, sur laquelle la légende « Opportun » était gravée, sous la représentation d'un Centaure triomphant.